# Дуј, дуј
Дуј, дуј је кратак документарни филм из 1960. године.

## Синопсис
Филмска камера заувек је записала на целулоидној траци 4 занимљиве народне игре које су с успехом изведене на првом фестивалу народних песама и игара у Сарајеву.